# Insurrection (album)
Pour les articles homonymes, voir Insurrection (homonymie).
Albums de Nightmare
Genetic Disorder
(2007)
Insurrection est le septième album studio du groupe de heavy metal français Nightmare. C'est le premier album du groupe avec J.C. Jess à la guitare.

## Informations sur l'album
L’album contient deux titres bonus destinés à l’édition japonaise dont une reprise de Crimson Glory, Where Dragons Rule, en hommage au chanteur Midnight, décédé en juillet 2009.
L'album approfondit le léger tournant musical que le groupe avait commencé avec son précédent album, Genetic Disorder. En effet le ton de cet album est beaucoup plus brut, plus dur que les premiers albums et on peut nettement y déceler plusieurs influences Thrash. On apprendra lors d'une interview donnée par le groupe à un webzine (Metalship) que, à la suite du départ d'Alex Hilbert, c'est Franck Milleliri qui composa la majeure partie de l'album. J.C. Jess arrivant un peu plus tard, il participa surtout à l'élaboration de certains solos.

## Liste des titres
1. Eternal Winter - 5:09
2. The Gospel of Judas - 4:14
3. Insurrection - 4:55
4. Legions of the Rising Sun - 5:01
5. Three Mile Island - 8:43
6. Mirrors of Damnation - 5:25
7. Decameron - 4:50
8. Target for Revenge - 6:20
9. Cosa Nostra (Part I: The Light) - 5:20
10. Angels of Glass - 4:19

## Formation
- Joe Amore - Chant
- Franck Milleliri - Guitare
- J.C. Jess - Guitare & Chœurs
- Yves Campion - Basse
- David Amore - Batterie